# Egy vízcsepp kalandjai
Az Egy vízcsepp kalandjai (eredeti cím: Rain Drop Water is Adventure) spanyol televíziós rajzfilmsorozat, amelyet Enrique Uviedo rendezett. A zenéjét Enrique Murillo szerezte. Magyarországon az M1, a Duna TV és az M2 adta.

## Ismertető
A történet főhőse Csöpi, aki egy ügyes és bátor kis vízcsepp. Két jó barátja Fagyi, aki egy jégkocka és Felhő, aki egy esőfelhő és ketten elkísérik Csöpit útjai során. Csöpi ellensége Baci, aki egy baktérium és fertőz, piszkol, pusztít, szemetel. Baci egyik segítőtársa Bódi, aki egy alkohol csepp, nem rosszindulatú, de Bacival összetart. Baci társa szalmonella is, aki egy szalmonella és vírus is, aki egy vírus, de még kis gyerek meg jóindulatú vírus és vírus létére nem akar semmi rosszat sem tenni. Csöpi két jó barátjával, mindent megtisztít, amit Baci és társai megfertőznek.

## Szereplők
- Csöpi – esőcsepp, aki bátor, és sok kalandos élményben vesz részt
- Fagyi – jégkocka, aki Csöpi legjobb barátja
- Felhő – esőfelhő, aki segíti, és elkíséri Csöpit
- Baci – baktérium, aki rombolni szeret
- Bódi – alkohol csepp, aki kissé bugyuta
- Szalmonella – szalmonella, aki Baci segítőtársa
- Vírus – vírus, aki kisgyerek létére nem akar rosszat tenni
- Mohácska – moha, aki kisgyerek, és Fagyit először üvegszilánknak nézi
- Mohapa – moha, aki fiatal, barnásvörös szakállas, és Mohácska apukája
- Mohapó – moha, aki öreg, ősz szakállas, és Mohácska nagypapája
- Mohamama – moha, aki fiatal, és Mohácska anyukája
- Mohi – moha, aki kisbaba, Mohácska öccse, és savas eső vízéből egyszer egy cseppet iszik
- Parázs – tűzláng, akit Baci ötletére, Bódi nem rossz szándékkal erőbe lendít
- Gyökérnedv – gyökérnedv, aki amíg nyers addig nyers természetű és miután kiválasztják kedvessé változik
- Bolyhoska – esőfelhő, aki kisgyerek, a középkorú esőfelhő unokája
- Figyelő Állomás Tudósai – három elektromos töltés a felhők között, akik az időjárást figyelik
- Mary – vörös hajú, szeplős kislány, aki családjával laki kegy házban, és eleinte sok vizet pazarol, de megtanulja, hogy fontos spórolni a vízzel
- Kislány – szőkésbarna hajú, szeplős kislány, aki édesapjával jár a sivatagban, és szomjazik vele, de végül talál vizet és megmenti édesapja életét, a neve nem hangzik el

## Magyar hangok
- Molnár Levente – Csöpi
- Pálmai Szabolcs – Fagyi
- Berzsenyi Zoltán – Felhő / Narrátor
- Besenczi Árpád – Baci
- Vida Péter – Bódi

További magyar hangok: Agócs Judit, Beratin Gábor, Bognár Tamás, Breyer Zoltán, Gardi Tamás, Háda János, Illyés Mari, Kisfalusi Lehel, Kocsis Mariann, Koroknay Géza, Konrád Antal, Makay Sándor, Némedi Mari, Németh Kriszta, Orosz Anna, Pálfai Péter, Papucsek Vilmos, Péter Richárd, Sánta Annamária, Seszták Szabolcs, Szabó Éva, Versényi László, Vizy György

## Epizódok
1. Csöpi születése
2. A felhőkastély
3. Üdvözlünk, Hidrogén úr
4. Az építő víz
5. A hó ura
6. A folyók sodrában
7. Az óceán mélyén
8. Baci bajba kerül
9. Micsoda délibáb!
10. Dráma az erdőben
11. Otthon, édes otthon! – 1. rész
12. Fenséges Ég!
13. Szemét, szemét hátán
14. Veszélyben a világ
15. ...és lőn világosság
16. A tenger kincsei
17. A szuper csepp
18. Sós sós víz
19. Tiszta vizet a pohárba!
20. Csak egy csöpp vizet
21. Víz, víz, mindenfelé víz!
22. Itt a világvége!
23. Fagyi világa
24. Vissza a gyökerekhez
25. Milyen tüneményesek vagyunk!
26. Otthon, édes otthon! – 2. rész